# Florian Cejnowa
Florian Cejnowa (4 mai 1817 - 26 mars 1881) était un écrivain, docteur, activiste et linguiste polonais. Il a fait la promotion de la langue, culture et traditions des Cachoubes. Il est l'un des pionniers du mouvement nationaliste des Cachoubes du milieu du XIXe siècle.
En 1846, il tenta de prendre la garnison prussienne à Starogard Gdański. Il échoua lorsque ses 100 combattants, armés de faux, décidèrent d'abandonner le site avant la fin de l'attaque.

## Sources
- Notices d'autorité :   - VIAF
  - ISNI
  - BnF (données)
  - IdRef
  - LCCN
  - GND
  - Pays-Bas
  - Pologne
  - Israël
  - NUKAT
  - Vatican
  - Norvège
  - Tchéquie
  - WorldCat